# Ligamento suspensor del clítoris
El ligamento suspensor del clítoris es una banda fibrosa   que se extiende desde la sínfisis púbica hasta la fascia profunda del clítoris, anclando el  clítoris a la sínfisis del pubis.
El ligamento suspensor del clítoris muestra dos componentes: una estructura superficial fibro-liposa que se extiende desde una base ancha dentro del monte de Venus para converger en el cuerpo del clítoris y se extiende hacia los labios mayores: además hay un componente profundo con un origen estrecho en la sínfisis púbica extendiendo al cuerpo y los bulbos vestibulares del clítoris.
Su forma y la posición difiere de aquellos de los ligamentos suspensores del pene.
Durante la excitación el ligamento se acorta y se hincha. Esto hala el tronco del clítoris de tal manera que el  glande del clítoris se retrae debajo del prepucio de la mujer.